# 下野駅
下野駅（しものえき）は、石川県石川郡鳥越村（現・白山市）にあった北陸鉄道金名線の駅（廃駅）である。

## 歴史
- 1926年（大正15年）2月1日：金名鉄道が白山下 - 加賀広瀬（後の広瀬）間開通に伴い開業。
- 1943年（昭和18年）10月13日：北陸鉄道への合併により同社金名線の駅となる。
- 1983年（昭和58年）10月31日：豪雨による大日川橋梁の橋脚周囲の岩盤崩壊により、大日川 - 白山下間が休止、それにより当駅も休止。
- 1984年（昭和59年）
  - 3月11日：復旧により営業を再開。
  - 12月12日：手取川橋梁が危険な状態となったことにより、加賀一の宮 - 白山下間の金名線全線が休止、それにより当駅も休止。
- 1987年（昭和62年）4月29日：金名線は営業再開することなく全線廃止、それにより廃駅。

## 駅構造
盛り土型の単式ホーム1面1線で、ホーム上に待合室が設けられていた。開業時から廃止時まで終始無人駅。

## 利用状況
1984年（昭和59年）当時の乗降客数は、一日平均19人であった。

## 跡地
公民館になっている。

## 隣の駅
北陸鉄道
金名線
大日川駅 - 下野駅 - 手取温泉駅